# Mešenik
Mešenik je gorski potok, ki izvira pod Krvavcem v Kamniško-Savinjskih Alpah in se kot levi pritok izliva v reko Kokro.